# Cidades participantes das Jornadas de Junho
Lista das cidades participantes das Jornadas de Junho. Todas as 27 unidades federativas brasileiras, e suas respectivas capitais, tiveram algum tipo de manifestação.
No início de junho o movimento, somando todo o período e todo o território, não levou mais que 20 mil pessoas às ruas. No dia 17 de junho teve um salto de mais de 10 vezes na participação, somando em um só dia 270 mil, caracterizando uma segunda fase do movimento.
O auge se deu no dia 20 de junho de 2013, com quase 2 milhões de pessoas nas ruas, em 438 cidades.
Essas estimativas são baseadas em fontes jornalísticas e policiais, porém são questionadas por acadêmicos que estudam o tema, que dizem que o número de participantes foi bem maior e que houve uma tentativa de minimizar a proporção dessas mobilizações.

## Primeira fase
Antes de 17 de junho de 2013.
| Data          | Cidades        | Participantes     | Feridos                           | Presos/detidos     |
| ------------- | -------------- | ----------------- | --------------------------------- | ------------------ |
| 21 de Janeiro | Porto Alegre   | Centenas          |                                   |                    |
| 25 de março   | Porto Alegre   | 200               |                                   |                    |
| 27 de março   | Porto Alegre   | 3,5 mil ~ 10 mil  |                                   |                    |
| 4 de abril    | Marabá         | 200               |                                   |                    |
| 15 de maio    | Natal          |                   | 2                                 |                    |
| 16 de maio    | Goiânia        | Alguns estudantes |                                   |                    |
| 25 de maio    | Santarém       |                   |                                   |                    |
| 28 de maio    | Goiânia        |                   |                                   | 24                 |
| 6 de junho    | São Paulo      | 2 mil             | 50 (2,5%)                         | 15 (0,8%)          |
| 7 de junho    | São Paulo      | 5 mil             |                                   |                    |
| 11 de junho   | São Paulo      | 10~12 mil         | Dezenas, sendo 3 policiais (0,3%) | Ao menos 20 (0,2%) |
| 13 de junho   | São Paulo      | 10 mil            | Cerca de 100 (1%)                 | 325 (3,2%)         |
| 13 de junho   | Natal          |                   |                                   |                    |
| 13 de junho   | Porto Alegre   |                   |                                   |                    |
| 13 de junho   | Santarém       |                   |                                   |                    |
| 13 de junho   | Maceió         | 3 mil             |                                   |                    |
| 13 de junho   | Rio de Janeiro | Pelo menos 4 mil  |                                   |                    |
| 13 de junho   | Santos         | 300               |                                   |                    |
| 13 de junho   | São Carlos     |                   |                                   |                    |
| 13 de junho   | Sorocaba       | 200               |                                   |                    |

## Segunda fase
A partir de 17 de junho de 2013 os protestos tomaram outra dimensão (15 vezes mais manifestantes nas ruas) e um novo rumo.
| Data | Cidade                 | Participantes | Feridos     | Detidos     |
| 17 de junho (13 cidades) | Belo Horizonte         | 30 mil        | 3 (0.01%)   | 5 (0.02%)   |
| 17 de junho (13 cidades) | Belém                  | 10 mil        |             |             |
| 17 de junho (13 cidades) | Brasília               | 10 mil        |             |             |
| 17 de junho (13 cidades) | Curitiba               | 10 mil        |             |             |
| 17 de junho (13 cidades) | Fortaleza              | 3 mil         |             |             |
| 17 de junho (13 cidades) | Juiz de Fora           | 3 a 5 mil     |             |             |
| 17 de junho (13 cidades) | Maceió                 | 5 mil         | 1 (0.02%)   |             |
| 17 de junho (13 cidades) | Porto Alegre           | 10 mil        |             |             |
| 17 de junho (13 cidades) | Rio de Janeiro         | 100 mil       |             |             |
| 17 de junho (13 cidades) | Salvador               | 5 mil         |             |             |
| 17 de junho (13 cidades) | São Paulo              | 65 mil        |             |             |
| 17 de junho (13 cidades) | Vitória                | 20 mil        |             |             |
| 17 de junho (13 cidades) | Viçosa                 | 3 mil         |             |             |
| 17 de junho (13 cidades) |                        | ~280 mil      | 4 (0.001%)  | 5 (0.002%)  |
| 18 de junho (12 cidades) | Balneário Camboriú     | 7 mil         |             |             |
| 18 de junho (12 cidades) | Boa Vista              | 3 a 6 mil     |             |             |
| 18 de junho (12 cidades) | Chapecó                | 3 a 5 mil     |             |             |
| 18 de junho (12 cidades) | Florianópolis          | 25 a 50 mil   |             |             |
| 18 de junho (12 cidades) | Juazeiro do Norte      | 8 mil         |             |             |
| 18 de junho (12 cidades) | Maringá                | 4 mil         |             |             |
| 18 de junho (12 cidades) | Marília                | 1 mil         |             |             |
| 18 de junho (12 cidades) | Mossoró                | 600 a 1 mil   |             |             |
| 18 de junho (12 cidades) | Ponta Grossa           | 6 mil         |             |             |
| 18 de junho (12 cidades) | São Gonçalo            | 5 mil         |             |             |
| 18 de junho (12 cidades) | São Paulo              | 50 mil        |             | 63 (0.1%)   |
| 18 de junho (12 cidades) | Votuporanga            | 200           |             |             |
| 18 de junho (12 cidades) |                        | ~128 mil      |             | 63 (0.01%)  |
| 19 de junho (16 cidades) | Araçatuba              | 5 mil         |             |             |
| 19 de junho (16 cidades) | Barra Mansa            | 5 mil         |             |             |
| 19 de junho (16 cidades) | Cabo Frio              | 5 mil         |             |             |
| 19 de junho (16 cidades) | Catanduva              | 1,5 mil       |             |             |
| 19 de junho (16 cidades) | Corumbá                | mil           |             |             |
| 19 de junho (16 cidades) | Divinópolis            | 10 mil        |             |             |
| 19 de junho (16 cidades) | Fortaleza              | 50 mil        |             | 3 (0.006%)  |
| 19 de junho (16 cidades) | Macapá                 | 20 mil        |             |             |
| 19 de junho (16 cidades) | Niterói                | 7,5 mil       |             |             |
| 19 de junho (16 cidades) | Nova Andradina         | 3 mil         |             |             |
| 19 de junho (16 cidades) | Nova Friburgo          | 7 mil         |             |             |
| 19 de junho (16 cidades) | São João del-Rei       | 5 mil         |             |             |
| 19 de junho (16 cidades) | São Luís               | 15 mil        |             |             |
| 19 de junho (16 cidades) | Teixeira de Freitas    | 5 mil         |             |             |
| 19 de junho (16 cidades) | Tubarão                | 2 mil         |             |             |
| 19 de junho (16 cidades) | Vitória da Conquista   | 10 mil        |             |             |
| 19 de junho (16 cidades) |                        | ~150 mil      |             | 3 (0.002%)  |
| 20 de junho (69 cidades) | Americana              | 15 a 30 mil   |             |             |
| 20 de junho (69 cidades) | Aracaju                | 20 mil        |             |             |
| 20 de junho (69 cidades) | Araripina              | 500           |             |             |
| 20 de junho (69 cidades) | Belo Horizonte         | 20 mil        |             |             |
| 20 de junho (69 cidades) | Belém                  | 15 mil        | 1 (0.007%)  |             |
| 20 de junho (69 cidades) | Brasília               | 60 mil        |             |             |
| 20 de junho (69 cidades) | Campina Grande         | 10 mil        |             |             |
| 20 de junho (69 cidades) | Campinas               | 40 mil        |             |             |
| 20 de junho (69 cidades) | Campo Grande           | 60 a 82 mil   |             |             |
| 20 de junho (69 cidades) | Coari                  | 2 mil         |             |             |
| 20 de junho (69 cidades) | Colatina               | 6 mil         |             |             |
| 20 de junho (69 cidades) | Cuiabá                 | 30 mil        |             |             |
| 20 de junho (69 cidades) | Curvelo                | 1,5 mil       |             |             |
| 20 de junho (69 cidades) | Eunápolis              | 2 mil         |             |             |
| 20 de junho (69 cidades) | Feira de Santana       | 10 mil        |             |             |
| 20 de junho (69 cidades) | Florianópolis          | 30 mil        |             |             |
| 20 de junho (69 cidades) | Goiânia                | 70 mil        |             |             |
| 20 de junho (69 cidades) | Ilhéus                 | 6 mil         |             |             |
| 20 de junho (69 cidades) | Itabuna                | 7 mil         |             |             |
| 20 de junho (69 cidades) | Itamaraju              | 1 mil         |             |             |
| 20 de junho (69 cidades) | Itu                    | 7 a 8 mil     |             |             |
| 20 de junho (69 cidades) | Jaraguá do Sul         | 5 mil         |             |             |
| 20 de junho (69 cidades) | Jequié                 | 5 mil         |             |             |
| 20 de junho (69 cidades) | Joinville              | 10 a 15 mil   |             |             |
| 20 de junho (69 cidades) | João Pessoa            | 22 mil        |             |             |
| 20 de junho (69 cidades) | Juiz de Fora           | 15 mil        |             |             |
| 20 de junho (69 cidades) | Jundiaí                | 40 mil        |             |             |
| 20 de junho (69 cidades) | Lagoa Grande           | 200           |             |             |
| 20 de junho (69 cidades) | Lajeado                | 3 mil         |             |             |
| 20 de junho (69 cidades) | Lavras                 | 9 a 10 mil    |             |             |
| 20 de junho (69 cidades) | Limeira                | 8 mil         |             |             |
| 20 de junho (69 cidades) | Linhares               | 8 mil         |             |             |
| 20 de junho (69 cidades) | Macaíba                | 1,5 mil       |             |             |
| 20 de junho (69 cidades) | Maceió                 | 10 mil        |             |             |
| 20 de junho (69 cidades) | Manaus                 | 100 mil       |             |             |
| 20 de junho (69 cidades) | Marabá                 | 5 mil         |             |             |
| 20 de junho (69 cidades) | Natal                  | 15 mil        |             |             |
| 20 de junho (69 cidades) | Ouricuri               | 500           |             |             |
| 20 de junho (69 cidades) | Ouro Preto             | 4mil          |             |             |
| 20 de junho (69 cidades) | Parnamirim             | 2 mil         |             |             |
| 20 de junho (69 cidades) | Paulo Afonso           | 1 mil         |             |             |
| 20 de junho (69 cidades) | Petrolina              | 15 mil        |             |             |
| 20 de junho (69 cidades) | Piracicaba             | 20 mil        |             |             |
| 20 de junho (69 cidades) | Porto Alegre           | 12 a 18 mil   | 15 (0.1%)   | 20 (0.1%)   |
| 20 de junho (69 cidades) | Porto Seguro           | 4 mil         |             |             |
| 20 de junho (69 cidades) | Recife                 | 52 a 100 mil  |             | 31 (0.04%)  |
| 20 de junho (69 cidades) | Ribeirão Preto         | 20 a 25 mil   | 1 (0.004%)  | 1 (0.004%)  |
| 20 de junho (69 cidades) | Rio Grande             | 5 mil         |             |             |
| 20 de junho (69 cidades) | Rio de Janeiro         | 300 mil       | 62 (0.02%)  |             |
| 20 de junho (69 cidades) | Salgueiro              | 3 mil         |             |             |
| 20 de junho (69 cidades) | Salvador               | 20 mil        |             |             |
| 20 de junho (69 cidades) | Santa Maria            | 15 mil        |             |             |
| 20 de junho (69 cidades) | Santarém               | 5 mil         |             |             |
| 20 de junho (69 cidades) | Santo Antônio de Jesus | 2 mil         |             |             |
| 20 de junho (69 cidades) | Sete Lagoas            | 4 mil         |             |             |
| 20 de junho (69 cidades) | Solânea                | 350           |             |             |
| 20 de junho (69 cidades) | Sorocaba               | 15 a 20 mil   |             |             |
| 20 de junho (69 cidades) | São Carlos             | 12 mil        |             |             |
| 20 de junho (69 cidades) | São José dos Campos    | 30 mil        |             |             |
| 20 de junho (69 cidades) | São Mateus             | 5 mil         |             |             |
| 20 de junho (69 cidades) | São Paulo              | 100 mil       |             |             |
| 20 de junho (69 cidades) | Taubaté                | 18 mil        |             |             |
| 20 de junho (69 cidades) | Teresina               | 15 a 20 mil   |             |             |
| 20 de junho (69 cidades) | Teresópolis            | 2 mil         |             |             |
| 20 de junho (69 cidades) | Tucuruí                | 5 mil         |             |             |
| 20 de junho (69 cidades) | Uberlândia             | 20 a 30 mil   |             |             |
| 20 de junho (69 cidades) | Valença                | 600           |             |             |
| 20 de junho (69 cidades) | Vitória                | 100 mil       |             |             |
| 20 de junho (69 cidades) | Volta Redonda          | 15 mil        |             |             |
| 20 de junho (69 cidades) |                        | ~1550 mil     | 79 (0.005%) | 52 (0.003%) |
| 21 de junho (32 cidades) | Aracruz                | 3 mil         |             |             |
| 21 de junho (32 cidades) | Balneário Camboriú     | 1 mil         |             |             |
| 21 de junho (32 cidades) | Belo Horizonte         | 70 mil        |             |             |
| 21 de junho (32 cidades) | Carmo da Cachoeira     | 100           |             |             |
| 21 de junho (32 cidades) | Caxias do Sul          | 30 a 35 mil   |             | 22 (0.07%)  |
| 21 de junho (32 cidades) | Cruz das Almas         | 150           |             |             |
| 21 de junho (32 cidades) | Diadema                | 1,2 mil       |             |             |
| 21 de junho (32 cidades) | Dias d'Ávila           | 500           |             |             |
| 21 de junho (32 cidades) | Dourados               | 14 mil        |             |             |
| 21 de junho (32 cidades) | Duque de Caxias        | 40 mil        |             | 1 (0.003%)  |
| 21 de junho (32 cidades) | Esteio                 | 2 mil         |             | 2 (0.1%)    |
| 21 de junho (32 cidades) | Fernandópolis          | 1,5 mil       |             |             |
| 21 de junho (32 cidades) | Fortaleza              | 10 mil        |             |             |
| 21 de junho (32 cidades) | Guarulhos              | 30 mil        |             |             |
| 21 de junho (32 cidades) | Ipatinga               | 8 mil         |             |             |
| 21 de junho (32 cidades) | Itaguaí                | 5 mil         |             | 2 (0.04%)   |
| 21 de junho (32 cidades) | Jales                  | 400           |             |             |
| 21 de junho (32 cidades) | José Bonifácio         | 1 mil         |             |             |
| 21 de junho (32 cidades) | Manacapuru             | 1 mil         |             |             |
| 21 de junho (32 cidades) | Marabá                 | 2 mil         |             |             |
| 21 de junho (32 cidades) | Marília                | 5 a 7 mil     |             |             |
| 21 de junho (32 cidades) | Mogi das Cruzes        | 40 mil        |             |             |
| 21 de junho (32 cidades) | Naviraí                | 400           |             |             |
| 21 de junho (32 cidades) | Ponte Nova             | 3 mil         |             |             |
| 21 de junho (32 cidades) | Presidente Figueiredo  | 200           |             |             |
| 21 de junho (32 cidades) | Ribeirão das Neves     | 2 mil         |             |             |
| 21 de junho (32 cidades) | Salto                  | 1,5 mil       |             |             |
| 21 de junho (32 cidades) | Santa Maria            | 30 mil        |             |             |
| 21 de junho (32 cidades) | São Roque              | 1 mil         |             |             |
| 21 de junho (32 cidades) | Taboão da Serra        | 10 mil        |             |             |
| 21 de junho (32 cidades) | Uberaba                | 10 mil        |             |             |
| 21 de junho (32 cidades) | Votorantim             | 2 a 5 mil     |             |             |
| 21 de junho (32 cidades) |                        | ~330 mil      |             | 27 (0.008%) |
| 22 de junho (9 cidades) | Lajeado                | 5 mil         |             |             |
| 22 de junho (9 cidades) | Mogi Guaçu             | 3,5 mil       |             |             |
| 22 de junho (9 cidades) | Mogi Mirim             | 1,5 mil       |             |             |
| 22 de junho (9 cidades) | Salvador               | 2,5 mil       |             | 5 (0.3%)    |
| 22 de junho (9 cidades) | Santo Ângelo           | 2 mil         |             |             |
| 22 de junho (9 cidades) | Suzano                 | 1 mil         |             |             |
| 22 de junho (9 cidades) | São Paulo              | 35 mil        |             |             |
| 22 de junho (9 cidades) | Tatuí                  | 1,5 mil       |             |             |
| 22 de junho (9 cidades) | Uruguaiana             | 2 mil         |             |             |
| 22 de junho (9 cidades) |                        | ~50 mil       |             | 5 (0.01%)   |
| 23 de junho (3 cidades) | Cachoeira do Sul       | 3 mil         |             |             |
| 23 de junho (3 cidades) | Capão da Canoa         | 1,5 mil       |             |             |
| 23 de junho (3 cidades) | Venâncio Aires         | 1 mil         |             |             |
| 23 de junho (3 cidades) | ~5 mil                 |               |             |             |
| 24 de junho (5 cidades) | Cristalina             | 400           | 2 (0.5%)    |             |
| 24 de junho (5 cidades) | Itaperuna              | 4 mil         |             |             |
| 24 de junho (5 cidades) | Maracanaú              | 1 mil         |             |             |
| 24 de junho (5 cidades) | Mogi Guaçu             | 250           |             |             |
| 24 de junho (5 cidades) | Uberlândia             | 3 mil         |             |             |
| 24 de junho (5 cidades) |                        | ~8.7 mil      | 2 (0.02%)   |             |
| 25 de junho (2 cidades) | Aracaju                | 10 mil        |             | 35 (0.4%)   |
| 25 de junho (2 cidades) | Iranduba               | 1 mil         |             |             |
| 25 de junho (2 cidades) |                        | ~10 mil       |             | 35 (0.3%)   |
| 26 de junho (9 cidades) | Belo Horizonte         | 50 mil        | 1 (0.002%)  | 25 (0.05%)  |
| 26 de junho (9 cidades) | Brasília               | 5 mil         |             | 35 (0.7%)   |
| 26 de junho (9 cidades) | Castanhal              | 2 mil         |             |             |
| 26 de junho (9 cidades) | Jeremoabo              | 200           |             |             |
| 26 de junho (9 cidades) | Manaus                 | 15 a 30 mil   |             |             |
| 26 de junho (9 cidades) | Parintins              | 300           |             |             |
| 26 de junho (9 cidades) | Passo Fundo            | 5 mil         |             |             |
| 26 de junho (9 cidades) | Recife                 | 500 a 2500    |             | 9 (0.6%)    |
| 26 de junho (9 cidades) | Uberlândia             | 2 mil         |             |             |
| 26 de junho (9 cidades) |                        | ~90 mil       | 1 (0.001%)  | 69 (0.08%)  |
| 27 de junho (3 cidades) | Aracaju                | 1 mil         |             |             |
| 27 de junho (3 cidades) | Paulo Afonso           | 150           |             |             |
| 27 de junho (3 cidades) | Porto Alegre           | 3mil          | 4 (0.1%)    | 8 (0.3%)    |
| 27 de junho (3 cidades) |                        | ~4.2 mil      | 4 (0.1%)    | 8 (0.2%)    |
| 28 de junho (3 cidades) | Barra dos Coqueiros    | 300           |             |             |
| 28 de junho (3 cidades) | Francisco Sá           | 200           |             |             |
| 28 de junho (3 cidades) | Natal                  | 8 a 10 mil    |             |             |
| 28 de junho (3 cidades) | ~9.5 mil               |               |             |             |
| 30 de junho | Rio de Janeiro         | 3 a 5mil      | 5 (0.1%)    |             |
| 30 de junho |                        | ~4 mil        | 5 (0.1%)    |             |
| Sinopse: os atos desta segunda fase tiveram seu ápice no dia 20 de junho, com mais de 1,5 milhões de participantes, e menos de 0,005% deles envolvidos em ato não-pacífico ou de reação policial. - Foram contabilizados por volta de 170 atos públicos (dias de protesto em até 70 cidades simultâneas) em ~300 cidades, perfazendo 13 dias de protestos, e média de 540 mil participantes nos 5 dias de maior aderência das cidades — excetuado o dia 20 de junho que somou 1,5 milhões de participantes. - Apenas ~9 atos (~5% dos ~170) apresentaram incidentes, caracterizados pelo número de pessoas feridas e detidas. Nestes atos com incidentes, a média do percentual de incidentes, em comparação com o número de participantes do ato, foi de ~0.18% participantes/ato. - Nos demais ~160 atos não houve incidentes, de modo que quando contabilizados em meio ao total geral de participantes, os vinculados a incidentes não ultrapassam os 0,005%. Os dados, divulgados inicialmente apenas na Internet, reforçaram o fato de que os protestos foram representativos e pacíficos. |                        |               |             |             |

### Acre
- Rio Branco.[25]

### Alagoas
- Arapiraca.[26]

- Maceió.[27] 
17 de junho: 5 mil participantes,  1[28] feridos.                  
20 de junho: 10 mil[29] participantes.

- Penedo.100[27]

- Rio Largo.

### Amapá
- Macapá.[30] 
19 de junho: 20 mil[carece de fontes?] participantes.

### Amazonas
- Coari.                     
20 de junho: 2 mil[31] participantes.

- Iranduba.                                                   
25 de junho: 1 mil[32] participantes.

- Manacapuru.                           
21 de junho: 1 mil[33] participantes.

- Manaus.[34] 
20 de junho: 100 mil[35] participantes.                                    
26 de junho: 15~30 mil[36][37] participantes.

- Parintins.                                                         
26 de junho: 300[38] participantes.

- Presidente Figueiredo.                           
21 de junho: 200[33] participantes.

### Bahia
- Alagoinhas.[39]

- Cruz das Almas.                           
21 de junho: 150[40] participantes.

- Dias d'Ávila.                           
21 de junho: 500[41] participantes.

- Eunápolis.                     
20 de junho: 2 mil[42] participantes.

- Feira de Santana.                     
20 de junho: 10 mil[43] participantes.
- Juazeiro.                     
20 de junho: 15 mil[44] participantes.
- Ilhéus.                     
20 de junho: 6 mil[45] participantes.

- Itabuna.                     
20 de junho: 7 mil[46] participantes.

- Itamaraju.                     
20 de junho: 1 mil[47] participantes.

- Jequié.                     
20 de junho: 5 mil[48] participantes.

- Jeremoabo.                                                         
26 de junho: 200[49] participantes.

- Paulo Afonso.                     
20 de junho: 1 mil[50] participantes.                                          
27 de junho: 150[51] participantes.

- Porto Seguro.                     
20 de junho: 4 mil[52] participantes.

- Ribeira do Pombal.[53]

- Salvador.[54][55] 
17 de junho: 5 mil[56] participantes.                  
20 de junho: 20 mil[57] participantes.            
22 de junho: 2,5 mil[58] participantes,  5[58] detidos.

- Santo Antônio de Jesus.                     
20 de junho: 2 mil[59] participantes.

- Simões Filho.                                                   
25 de junho: 2 mil[60] participantes.

- Teixeira de Freitas.               
19 de junho: 5 mil[61] participantes.

- Valença.                     
20 de junho: 600[62] participantes.

- Vitória da Conquista.               
19 de junho: 10 mil[63] participantes.

### Ceará
- Caucaia.[64]

- Crato.[65]

- Fortaleza.   
17 de junho: 3 mil[66][67] participantes.            
19 de junho: 50 mil[68][69][70] participantes,  3[68] detidos.            
21 de junho: 10 mil[71] participantes.                                    
27 de junho: 5 mil[71] participantes,  92[72][73] detidos,  7[73] feridos.

- Iguatu.[74]

- Itaitinga.[75]

- Juazeiro do Norte.[76] 
18 de junho: 8 mil[77] participantes.

- Maracanaú.[78] 
24 de junho: 1 mil[78] participantes.

- Sobral.[79]

- Quixadá.[80] 
22 de junho: 2 mil[80] participantes.

- Quixeramobim.[81] 
21 de junho: 500[81] participantes.

### Distrito Federal
- Brasília.[82][83] 
17 de junho: 10 mil[84] participantes.                  
20 de junho: 60 mil[82] participantes.                                    
26 de junho: 5 mil[83] participantes,  35[83] detidos.

### Espírito Santo
- Afonso Cláudio.[85]

- Aracruz.                           
21 de junho: 3 mil[86] participantes.

- Cachoeiro de Itapemirim.                     
20 de junho: 6 mil[87] participantes.            
22 de junho: 12 mil[87] participantes.

- Colatina.                     
20 de junho: 6 mil[88] participantes.

- Guarapari.                     
20 de junho: 5 mil[89] participantes.

- Linhares.                     
20 de junho: 8 mil[90] participantes.

- Marechal Floriano.

- São Gabriel da Palha.

- São Mateus.                     
20 de junho: 5 mil[88] participantes.

- Serra.

- Venda Nova do Imigrante.

- Vila Velha.

- Vitória.[91] 
17 de junho: 20 mil[92] participantes.                  
20 de junho: 100 mil[89] participantes.

### Goiás
- Anápolis.[93]

- Catalão.[94]

- Cristalina.[95] 
24 de junho: 400[95] participantes,  ao menos 2[95] feridos.

- Goiânia.[96][97] 
20 de junho: 70 mil[98] participantes.

- Itumbiara.

- Novo Gama.[99][100][101] 
21 de junho: 500[99] participantes.

- Porangatu.[102]

- Porangatu.[102]

- Rio Verde.

### Maranhão
- São Luís.[103] 
19 de junho: 15 mil[103] participantes.

### Mato Grosso
- Barra do Garças.[104]

- Cuiabá.[105] 
20 de junho: 30 mil[106] participantes.

- Cáceres.[107]

- Rondonópolis.[108]

### Mato Grosso do Sul
- Campo Grande.                     
20 de junho: 60-82 mil[109] participantes.

- Nova Andradina.               
19 de junho: 3 mil[110] participantes.

- Corumbá.               
19 de junho: mil[111] participantes.

- Coxim.

- Dourados.[112] 
21 de junho: 14 mil[113] participantes.

- Jardim.

- Naviraí.                           
21 de junho: 400[114] participantes.

- Ponta Porã.

- Três Lagoas.

### Minas Gerais
- Alfenas.[115]

- Araguari.

- Bambuí.[116]

- Barbacena.

- Belo Horizonte.[117][118] 
17 de junho: 30 mil[119] participantes,  5[120] detidos,  3[120] feridos.                  
20 de junho: 20 mil[121] participantes.      
21 de junho: 70 mil[122] participantes.                              
26 de junho: 50 mil[123][117] participantes,  25[123] detidos,  1[123] feridos.

- Betim.

- Camanducaia.

- Cambuquira.

- Campo Belo.                           
21 de junho: 1mil a 2mil participantes.

- Carmo da Cachoeira.                           
21 de junho: 100 participantes.

- Carmo do Paranaíba.                           
21 de junho: 100 participantes.

- Caxambu.

- Cláudio.

- Coronel Fabriciano.[124][125] 
20 de junho: 3 mil participantes,  8 detidos.

- Curvelo.[126] 
20 de junho: 1,5 mil[126] participantes.

- Diamantina.[127]

- Divinópolis.[128] 
19 de junho: 10 mil[128] participantes.

- Francisco Sá.                                                                     
28 de junho: 200[129] participantes.

- Ipaba.[124]

- Ipatinga.[124][130] 
21 de junho: 8 mil[130] participantes.

- Itabira.[131]

- Itajubá.[132] 
24 de junho: 8 mil[132] participantes.

- João Monlevade.

- Juiz de Fora.[133] 
17 de junho: 3~5 mil[133][134] participantes,  0[133] detidos,  0[133] feridos.                  
20 de junho: 15 mil[121][135][136] participantes,  0[137] detidos,  0[137] feridos.

- Lavras.                     
20 de junho: 9~10 mil[121] participantes.

- Mariana.[138]

- Montes Claros.

- Ouro Preto.                     
20 de junho: 4mil[139] participantes.

- Patos de Minas.

- Patrocínio.

- Pedro Leopoldo.[140]

- Pingo-d'Água.[124]

- Poços de Caldas.[141]

- Ponte Nova.                           
21 de junho: 3 mil[142] participantes.

- Ribeirão das Neves.[143] 
21 de junho: 2 mil[143] participantes.

- Santana do Paraíso.[124]

- Santo Antônio do Monte =500 participantes.
- Sete Lagoas.                     
20 de junho: 4 mil[144] participantes.

- São Lourenço.

- São João del-Rei.               
19 de junho: 5 mil[145] participantes.

- São Sebastião do Paraíso.

- Teófilo Otoni.

- Teresópolis.

- Timóteo.[124]

- Uberaba.                           
21 de junho: 10 mil[146] participantes.

- Uberlândia.                     
20 de junho: 20[121]~ 30[147][148] mil participantes.                        
24 de junho: 3 mil[149] participantes.            
26 de junho: 2 mil[148] participantes.

- Varginha.[150] 
20 de junho: 10 mil[150] participantes.

- Viçosa.   
17 de junho: 3 mil[115][151] participantes.

### Pará
- Belém.[69] 
17 de junho: 10 mil[152] participantes.                  
20 de junho: 15 mil[153] participantes,  ao menos 1[154] feridos.
- Castanhal.                                                         
26 de junho: 2 mil participantes.
- Santarém.[155] 
20 de junho: 5 mil[155] participantes.
- Marabá.[156] 
20 de junho: 5 mil[156] participantes.      
21 de junho: 2 mil[157] participantes.
- Tucuruí.[156] 
20 de junho: 5 mil[156] participantes.
- Altamira.[158] 
20 de junho: 500[155] participantes.

### Paraíba
- Bayeux.[159]

- Cajazeiras.[160]

- Campina Grande.[160] 
20 de junho: 10 mil[161] participantes.

- Guarabira.

- João Pessoa.[160] 
20 de junho: 22 mil[162] participantes.

- Monteiro.[161]

- Patos.[160]

- Pombal.[160]

- Santa Rita.[160]

- Solânea.[160] 
20 de junho: 350[163] participantes.

- Sousa.[160]

### Paraná
- Arapongas.

- Arapoti.                           
21 de junho: 50[164] participantes.

- Campo Mourão.

- Cascavel.

- Castro (Paraná).

- Curitiba.   
17 de junho: 10 mil[165] participantes.

- Foz do Iguaçu.

- Francisco Beltrão.5 mil

- Irati.                     
20 de junho: 500[166] participantes.                              
25 de junho: 350[167] participantes.

- Jaguariaíva.                                 
22 de junho: 50[168] participantes.

- Londrina.                                 
22 de junho: 10 mil[169] participantes.

- Maringá.[170] 
18 de junho: 4 mil[170] participantes.

- Paranaguá.

- Paranavaí.[171]

- Pato Branco.

- Ponta Grossa.[172] 
18 de junho: 6 mil[172] participantes.

- Telêmaco Borba.                           
21 de junho: 50[173] participantes.      
22 de junho: 100[173] participantes.

- União da Vitória.

- Guarapuava.

### Pernambuco
- Araripina.[174] 
20 de junho: 500[175] participantes.

- Arcoverde.[176]

- Belo Jardim.[177]

- Caruaru.[176]

- Chã Grande.[178] 
23 de junho: 500 participantes.

- Garanhuns.[179]

- Lagoa Grande.[175] 
20 de junho: 200[175] participantes.

- Nazaré da Mata.[176]

- Ouricuri.[175] 
20 de junho: 500[175] participantes.

- Pesqueira.[180]

- Petrolina.[179] 
20 de junho: 15 mil[175] participantes.

- Petrolândia.[176]

- Recife.[69] 
20 de junho: 52~100 mil[181][182] participantes,  31[183] detidos.                                    
26 de junho: 500~2500[184] participantes,  9[184] detidos.

- Salgueiro.[175] 
20 de junho: 3 mil[175] participantes.

- São José do Egito.[185]

- Serra Talhada.[176]

- Vitória de Santo Antão.[186] 
19 de junho: 400 participantes.

### Piauí
- Esperantina (Piauí).

- Floriano.

- Oeiras.

- Parnaíba.

- Paulistana.

- Picos.

- São João do Piauí.

- São Raimundo Nonato.

- Teresina.[187] 
20 de junho: 15[188]~20 mil[189] participantes.

- Uruçuí.

### Rio de Janeiro
- Barra do Piraí.[190] 
21 de junho: 2 mil[190] participantes.

- Barra Mansa.[191] 
19 de junho: 5 mil[191] participantes.

- Bom Jesus do Itabapoana.

- Cabo Frio.[192] 
19 de junho: 5 mil[192] participantes.

- Campos dos Goytacazes.

- Cordeiro.

- Duque de Caxias.[193] 
21 de junho: 40 mil[193] participantes,  1 detido detidos.

- Guapimirim.

- Itaboraí.

- Itaguaí.[194] 
21 de junho: 5 mil[194] participantes,  2 detidos.

- Itaperuna.[195] 
24 de junho: 4 mil[195] participantes,  0 detidos.

- Macaé.

- Magé.

- Maricá.

- Natividade.

- Niterói.               
19 de junho: 7,5 mil[carece de fontes?] participantes.

- Nova Friburgo.[196] 
19 de junho: 7 mil[196] participantes.

- Nova Iguaçu.

- Petrópolis.

- Resende.

- Rio das Ostras.

- Rio de Janeiro.[69][197][198] 
17 de junho: 100 mil[197] participantes.                  
20 de junho: 900 mil[198] participantes,  62[199] feridos.                                                            
30 de junho: 3 ~ 5mil[200] participantes,  5*[201] feridos.

- Santo Antônio de Pádua.

- Saquarema.

- São Gonçalo.[202] 
18 de junho: 5 mil[203] participantes.

- Teresópolis.[204] 
20 de junho: 2 mil[204] participantes.

- Volta Redonda.[205] 
20 de junho: 15 mil[205] participantes.

### Rio Grande do Norte
- Macaíba.                     
20 de junho: 1,5 mil[206] participantes.

- Mossoró.         
18 de junho: 600 - 1 mil[207][208][209] participantes.

- Natal.[210] 
20 de junho: 15 mil[211] participantes.                                                
28 de junho: 8 - 10 mil[212][213] participantes.

- Parnamirim.                     
20 de junho: 2 mil[206][214] participantes.

- Caicó.                           
21 de junho: 1 mil[215] participantes.

### Rio Grande do Sul
- Alegrete.[216]

- Arroio Grande.

- Alvorada.[217]

- Bagé.[216][218]

- Bento Gonçalves.                                 
22 de junho: 3 mil[219] participantes.

- Brochier.

- Cachoeira do Sul.[216]

- Canela.[220] 
23 de junho: 3 mil[221] participantes.

- Canguçu.[216][222]

- Capão da Canoa.[220] 
23 de junho: 1,5 mil[223] participantes.

- Caxias do Sul.[224] 
21 de junho: 30~35 mil[225] participantes,  22[225] detidos.

- Cerro Largo.

- Chuí.[216][226]

- Cruz Alta.[227] 
22 de junho: 500[227] participantes.

- Erechim.[220] 
23 de junho: 3 mil[228] participantes.

- Esteio.                           
21 de junho: 2 mil participantes,  2 detidos.

- Estrela.[229] 
24 de junho: 800[230] participantes.

- Garibaldi.

- Horizontina.                           
21 de junho: 200 pessoas participantes.

- Ijuí.

- Itaqui.

- Jaguarão.

- Lajeado.[216] 
20 de junho: 3 mil[231] participantes.            
22 de junho: 5 mil[232] participantes.

- Montenegro.         
18 de junho: 1 mil[233] participantes,  0[233] detidos.

- Novo Hamburgo.[234]

- Passo Fundo.[216]

- Pelotas.[235][236] 
20 de junho: 11 mil[235] participantes.                                    
26 de junho: 5 mil[237] participantes.

- Porto Alegre.[69][238] 
17 de junho: 10 mil[239] participantes.                  
20 de junho: 12[240]~18 mil[241] participantes,  20[242] detidos,  15[242] feridos.                                          
27 de junho: 3mil[243] participantes,  8[243] detidos,  4[243] feridos.

- Rio Grande (Rio Grande do Sul).[244] 
20 de junho: 5 mil[244] participantes.

- Santa Cruz do Sul.[245]
- Santa Maria.[246] 
20 de junho: 15 mil[247] participantes.      
21 de junho: 30 mil[248] participantes.

- Santa Rosa.[216]

- Santa Vitória do Palmar.[216][226]

- Santana do Livramento.[216]

- Santiago.[216]

- Santo Ângelo.                                 
22 de junho: 2 mil[249] participantes.

- São Borja.

- São Leopoldo.[216]

- Uruguaiana.                                 
22 de junho: 2 mil[250] participantes.

- Venâncio Aires.[251] 
23 de junho: 1 mil[252] participantes.

### Rondônia
- Cacoal.

- Ji-Paraná.

- Porto Velho.

### Roraima
- Boa Vista (Roraima).[253] 
18 de junho: 3~6 mil[254] participantes.                        
22 de junho: 10 mil[255] participantes.

### Santa Catarina
- Balneário Camboriú.[256][257] 
18 de junho: 7 mil[256] participantes.                  
21 de junho: 1 mil[257] participantes.

- Blumenau.

- Brusque.

- Caçador

22 de junho: 900 ~ 1,2 mil participantes
- Chapecó.         
18 de junho: 3~5 mil[258] participantes.

- Criciúma.

- Florianópolis.[259][260] 
18 de junho: 30 mil[261] participantes.            
20 de junho: 60 mil[262][263] participantes.

- Fraiburgo.[Carece de fontes]
- Em torno de 500 - 1000 participantes.
- Garuva.

- Garopaba.                                                   
25 de junho: 200[264] participantes.

- Gaspar.

- Imbituba.

- Itajaí.[265]

- Jaraguá do Sul.                     
20 de junho: 5 mil[266] participantes.

- Joaçaba.

- Joinville.                     
20 de junho: 10~15 mil[267] participantes.

- Lages.

- Palhoça.

- Santo Amaro da Imperatriz.                                                   
25 de junho: 500[268] participantes.

- Tubarão.               
19 de junho: 2 mil[269] participantes.

### São Paulo
- Americana.[270] 
20 de junho: 15~30 mil[270] participantes.

- Araraquara.

- Araçatuba.[271] 
19 de junho: 5 mil[271] participantes.

- Barretos.[272]

- Bauru.[273]

- Barueri.

- Birigüi.[274]
- Cabreúva

21 de junho: 2 mil participantes 
- Campinas.[69] 
20 de junho: 40 mil[275] participantes.

- Carapicuíba.[276] 
20 de junho: 2 mil[276] participantes.

- Catanduva.               
19 de junho: 1,5 mil[277] participantes.

- Cotia.

- Diadema.[278] 
21 de junho: 1,2 mil[278] participantes.

- Embu das Artes.

- Fernandópolis.[274] 
21 de junho: 1,5 mil[274] participantes.

- Franca.

- Franco da Rocha.         
18 de junho: 1,3 mil participantes.            
20 de junho: 900 participantes.

- Guaratinguetá.

- Guarulhos.[279] 
21 de junho: 30 mil[242] participantes.

- Grande ABC.                           
21 de junho: 42 mil[280] participantes.

- Indaiatuba.

- Itu.                     
20 de junho: 7~8 mil[281][282] participantes.

- Jales.[274] 
21 de junho: 400[274] participantes.

- José Bonifácio.[274] 
21 de junho: 1 mil[274] participantes.

- Jundiaí.[283] 
20 de junho: 40 mil[283] participantes.

- Limeira.[284][285] 
20 de junho: 8 mil[284] participantes.

- Marília.         
18 de junho: 1 mil participantes.                  
21 de junho: 5-7 mil[286] participantes.

- Mogi das Cruzes.[287] 
21 de junho: 40 mil[288] participantes.

- Mogi Guaçu.                                 
22 de junho: 3,5 mil[289] participantes.            
24 de junho: 250[290] participantes.

- Mogi Mirim.[291] 
22 de junho: 1,5 mil[291] participantes.

- Orlândia.[292] 
22 de junho: 100-900[292] participantes.

- Osasco.[293] 
19 de junho: 5 mil[294] participantes.            
21 de junho: 12 mil[293] participantes.                                          
28 de junho: 8 mil[295] participantes.

- Paulínia.

- Piracicaba.[296][297] 
20 de junho: 20 mil[296][297] participantes.

- Pirassununga.

- Poá.[298]

- Ribeirão Preto.[299] 
20 de junho: 20~25 mil[300][301] participantes,  1[302] detidos,  ao menos 1[69] feridos.

- Rio Claro.

- Santa Bárbara d'Oeste.                           
21 de junho: 11 mil[303] participantes.

- Salto.                           
21 de junho: 1,5 mil[304] participantes.

- Santo André.                           
21 de junho: 30 mil[305] participantes.

- Santos.

20 de junho: 5 mil participantes.
- Sertãozinho.[307] 
20 de junho: 4 mil[307] participantes.
- Serra Negra.

- Sorocaba.[308][309][310] 
20 de junho: 15~20 mil[308][309][310] participantes.

- São Bernardo do Campo.

- São Caetano do Sul.

- São Carlos.[311] 
20 de junho: 12 mil[311] participantes.

- São Joaquim da Barra.[312] 
21 de junho: 500[312] participantes.

- São José do Rio Preto.[313][314] 
18 de junho: 4 mil[313] participantes.                  
21 de junho: 4 mil[314] participantes.

- São José dos Campos.[315] 
20 de junho: 30 mil[315] participantes.

- São Paulo.[69][316][317][318][319][320] 
17 de junho: 65 mil[316] participantes.      
18 de junho: 50 mil[317] participantes,  63[321] detidos.            
20 de junho: 100 mil[318] participantes.            
22 de junho: 35 mil[319] participantes.

- São Roque.                           
21 de junho: 1 mil[304] participantes.

- Sorocaba.

- Suzano.[322] 
22 de junho: 1 mil participantes.

- Taboão da Serra.[323] 
21 de junho: 10 mil[323] participantes.

- Tatuí.                                 
22 de junho: 1,5 mil[324] participantes.

- Taubaté.                     
20 de junho: 18 mil[325] participantes.

- Vargem Grande Paulista.

- Votorantim.[326][327] 
21 de junho: 2~5 mil[326][327] participantes.

- Votuporanga.[274][328] 
18 de junho: 200[328] participantes.

### Sergipe
- Aracaju.[329] 
20 de junho: 20 mil[330] participantes.                              
25 de junho: 10 mil[331] participantes,  35[332] detidos.            
27 de junho: 1 mil[333] participantes.

- Areia Branca.[334]

- Barra dos Coqueiros.                                                                     
28 de junho: 300[335] participantes.

- Itabaiana.[336]

- Lagarto.[337]

- São Cristóvão.[338]

- Tobias Barreto.[339]

### Tocantins
- Araguaína.[340]

- Palmas.[341] 
20 de junho: 15 mil[341] participantes.

## Manifestações coadjuvantes
Algumas manifestações, ocorrendo no mesmo período — tais como a "Marcha para Jesus", em São Paulo, ou a "XVI Marcha a Brasília em defesa dos Municípios", prevista para ocorrer em Brasília —
agregaram críticas contra o governo, mas não são consideradas parte integrante do protesto.

## Apoio pelo mundo
Brasileiros que moram no exterior fizeram manifestações em solidariedade aos que moram no Brasil.
Várias cidades em ao menos 18 países diferentes também apoiaram a causa.
Além das manifestações detalhadas abaixo, o apoio foi manifestado publicamente em diversas outras cidades do mundo: Barcelona, Berlim, Bolonha, Boston, Brisbane, Bruxelas, Buenos Aires, Calgary, Chicago, Cidade do México, Coimbra, Colônia, Copenhague, Córdoba, Corunha, Dublin, Edmonton, Estocolmo, Frankfurt, Genebra, Glasgou, Gold Coast, Gotembrugo, Haia, Hamburgo, Lion, Lisboa, Londres, Los Angeles, Madri, Melbourne, Montreal, Munique, Nova Iorque, Oslo ,Otava, Pádua, Paris, Porto, Reiquiavique, Roma, São Francisco, Seul, Tóquio, Toronto, Turim, Valência, Vancouver, Zurique.
- EUA: Boston (dia 17,[347] convocação[348]); (dia 23,[349] 2 mil participantes,[349] convocação[348]).
- Austrália: Sydney (dia 17,[350] 500 participantes,[350] convocação[351]).
- China: Wuhan (dia 18[352]).

## Questionamento dos números oficiais
A maior parte dos números citados acima são provenientes de fontes fiáveis que publicam dados de fontes primárias, tais como a Policia Militar — os dados da PM também são utilizados nos relatórios oficiais do governo. Em alguns casos os dados oficiais foram contestados por outras contagens, e estimativas com valores bem maiores foram apresentadas.
Estimativas que divergem significativamente das oficiais:
- Rio de Janeiro, 20 de junho: 1 milhão de participantes.[carece de fontes?]

Erratas da própria PM, ou da divulgação falha de seus dados:
- Recife, 20 de junho: reduziu de 100 mil para 52 mil.[353]